# Le Shérif (opéra)
Le Shérif est un opéra-comique en trois actes composé par Fromental Halévy sur un livret d'Eugène Scribe. Il a été créé par l'Opéra-Comique à la Salle de la Bourse de Paris le 2 septembre 1839. Basé sur une nouvelle de Balzac, l'opéra se déroule dans les Docklands de Londres à la fin du XVIIIe siècle.

## Contexte et historique des performances
L'intrigue de base du livret de Scribe est tirée de la nouvelle Maître Cornélius de Balzac. Le Maître Cornélius de Balzac est le prêteur d'argent de Louis XI qui habite une maison où son or ne cesse de disparaître mystérieusement. Scribe a transféré le décor à Londres à la fin du XVIIIe siècle et a changé le dénouement en une fin heureuse. Cornelius est devenu Sir James Turner, haut-shérif de Londres. Comme Cornelius, on découvre qu'il vole lui-même ses propres biens lors de crises de somnambulisme. Cependant, contrairement à Cornelius qui se suicide en apprenant la vérité, le shérif Turner vit pour raconter l'histoire.
Selon l'historien de la culture Robert Letellier, la partition d'Halévy pour Le Shérif révèle une "puissante originalité", tout comme les partitions de deux de ses précédents opéras comiques, L'Éclair et Les treize. Cependant, l'éclectisme de la partition s'avère impopulaire auprès du public parisien. Après sa création le 2 septembre 1839 avec François-Louis Henry dans le rôle-titre, l'opéra eut treize autres représentations au Théâtre de l'Opéra-Comique-Bourse mais n'y fut pas repris. Un bref article dans The Foreign Quarterly Review rapporte que Le Shérif a été donné à Prague au début de 1841 avec un livret tchèque adapté par Alois Svoboda, mais ne remporta pas de succès "en raison de la manière inefficace" dont le rôle de Sir James Turner était chanté.
La partition de l'opéra a été publiée par Maurice Schlesinger en 1839. L'année suivante, Stephen Heller composa six caprices op.17 pour piano d'après un air du shérif. Diverses Fantaisies basées sur l'opéra et des arrangements pour piano solo ou violon ont également été publiés par des compositeurs mineurs tels qu'Edouard Wolff, Henri Panofka et Auguste Panseron.

## Rôles
| Rôle                                           | Type de voix | Distribution de la création 2 septembre 1839 |
| ---------------------------------------------- | ------------ | -------------------------------------------- |
| Sir James Turner, shérif de Londres            | baryton      | Henri ( François-Louis Henry )               |
| Amabel D'Invernesse, gentleman irlandais       | ténor        | Théodore-Étienne Moreau-Sainti               |
| Edgard Falsingham, un jeune capitaine corsaire | ténor        | Gustave-Hippolyte Roger                      |
| Keatt, le cuisinier de Sir James Turner        | soprano      | Laure Cinti-Damoreau                         |
| Camilla, la fille de Sir James Turner          | soprano      | Catherine Rossi                              |
| Yorik, un marin                                |              | Fleury                                       |
| Trim, un tavernier                             |              | Pallianti                                    |
| Serviteur                                      |              | Victor                                       |
| Marins, gendarmes, serviteurs                  |              |                                              |